# Camellia mairei
Camellia mairei är en tvåhjärtbladig växtart som först beskrevs av Hector Léveillé och som fick sitt nu gällande namn av Melchior.
Camellia mairei ingår i släktet Camellia och familjen Theaceae.

## Underarter
Arten delas in i följande underarter:
- Camellia mairei lapidea
- Camellia mairei velutina